# 578: Phát đạn của kẻ điên
578: Phát đạn của kẻ điên (tiếng Anh: 578 Magnum) là một bộ phim hành động năm 2022 của Việt Nam, do Tứ Vân Pictures sản xuất và được phân phối bởi Lotte Entertainment. Bộ phim do Lương Đình Dũng làm đạo diễn và chấp bút kịch bản dựa trên tiểu thuyết "578" do ông làm tác giả. Phim có sự tham gia của Alexandre Nguyễn, H'Hen Niê, Hoàng Phúc, Ngọc Tình, Tuấn Hạc, Jessica Minh Anh, Hà Văn Hiếu...
Bộ phim chính thức được phát hành vào 20 tháng 5 năm 2022, sau nhiều lần ấn định trước đó, nhưng đã bị hoãn do đại dịch đại dịch COVID-19. Bộ phim đã được gán nhãn dành cho người trên 18 tuổi khi phát hành.

## Nội dung
Bộ phim kể về một tài xế lái xe container tên Hùng (do Alexandre Nguyễn thủ vai) và cô con gái nhỏ tên An. Hai cha con đã trở thành những người bạn đồng hành của nhau trong mỗi chuyến đi cùng chiếc xe container màu cam. Cuộc sống của hai người cứ diễn ra êm đềm như vậy cho đến khi một ngày An phải xa bố để đến trường. Một hôm, anh nhận được tin con gái của mình bị trầm cảm nặng do bị xâm hại tình dục. Dựa vào năng lực của một người bố và tìm công lý cho con gái, Hùng đã phát hiện ra một thế giới ngầm chuyên bắt cóc trẻ em và xâm hại tình dục chúng. Trên hành trình đó, anh đã gặp được một cô gái bí ẩn có tên Bảo Vy (do H'Hen Niê thủ vai) hỗ trợ.

## Diễn viên
Dàn diễn viên tham gia bộ phim được đánh giá với nhiều gương mặt nổi tiếng như Jessica Minh Anh, Trương Ngọc Tình, Alexandre Nguyễn, hoa hậu H’Hen Niê, Hoàng Phúc, Tuấn Hạc và Hà Văn Hiếu, người đã đoạt Huy chương Vàng môn vật tại SEA Games 31. Đây cũng là bộ phim điện ảnh đầu tiên mà H'Hen Niê tham gia.
Ngoài ra, bộ phim còn có sự tham gia của hơn 600 diễn viên quần chúng, phụ.

## Sản xuất

### Phát triển
Bộ phim lấy chủ đề về vấn nạn ấu dâm và được dựa trên tiểu thuyết "578" của Lương Đình Dũng. Bắt đầu từ năm 2017, thông tin về việc chuyển thể tiểu thuyết thành bộ phim 578: Phát đạn của kẻ điên cũng đã được xác nhận. Theo đơn vị sản xuất, hoa hậu H'Hen Niê cũng đã được lựa chọn tham gia diễn xuất trước khi cô trở thành Hoa hậu Hoàn vũ Việt Nam vào năm 2017.
Đạo diễn của bộ phim chia sẻ, dự án đã cần đến 40 xe container với màu sắc khác nhau, trực thăng cùng sự tham gia của 600 diễn viên. Ê-kíp sản xuất bộ phim bao gồm các chuyên gia đến từ Hàn Quốc và Hoa Kỳ với tổng thời gian quay là gần 3 tháng cùng với kinh phí lên tới 60 tỷ đồng.  Bộ phim còn có sự tham gia cố vấn của Mike Newell và Oh Sae Young, đạo diễn của Harry Potter và Chiếc cốc lửa, Avengers: Đế chế Ultron... Theo tiết lộ của đạo diễn, anh đã phải bỏ ra 65 bản dựng để tạo nên bộ phim và sau khi được các chuyên gia, khán giả góp ý thì bản dựng cuối cùng cho bộ phim đã là bản dựng thứ 71. Theo chia sẻ của tờ Pháp Luật Thành phố Hồ Chí Minh, bộ phim đã được ghi hình tại một cung đường nối liền giữa Mai Châu và Tân Lạc ở độ cao 1.000 m, thuộc khu vực đèo Đá Trắng. Đây cũng được xem là một trong các cung đường đèo cao nhất khu vực phía Bắc.
Bộ phim đã được ghi hình đại cảnh nơi ở Việt Nam như đèo Đá Trắng (Hòa Bình), Tràng An (Ninh Bình), cao nguyên Mộc Châu (Sơn La)... và tại một số thành phố lớn tại Việt Nam như Hà Nội, Thành phố Hồ Chí Minh và Hải Phòng.

### Tiếp thị
Vào đầu năm 2022, nhà sản xuất bộ phim đã phát hành trailer chính thức với khung cảnh hùng vĩ của thiên nhiên vùng Tây Bắc. Video cũng đã phô trương những màn rượt đổi bằng xe container cùng màn solo tay không giữa H’Hen Niê với Tuấn Hạc. Theo đạo diễn, Lương Đình Dũng bộ phim còn góp phần thức tỉnh cộng đồng về vấn nạn xâm hại trẻ em và có đến 91% là phân cảnh đánh đấm.
Sau khi trì hoãn chiếu lần nữa về 20 tháng 5 năm 2022, thì trước đó khoảng một tháng, vào ngày 19 tháng 4, ê-kíp sản xuất bộ phim đã tung áp phích mới giới thiệu cho dự án.

## Phát hành

### Trong nước
578: Phát đạn của kẻ điên chính thức được phát hành tại Việt Nam vào 20 tháng 5 năm 2022. Bộ phim được ấn định ngày phát hành vào 20 tháng 05 và 13 tháng 8 năm 2021 nhưng bị hoãn do đại dịch đại dịch COVID-19 bùng phát tại Việt Nam. Sau đó, dự án được dự kiến phát hành vào ngày 25 tháng 3 nhưng sau đó lại bị trì hoãn, lý do được ê-kíp sản xuất đưa ra là do e ngại về COVID-19, lượng khán giả ra rạp sẽ hạn chế. Theo nhà sản xuất, chi phí dời lịch chiếu lần này đã lên tới 6 tỷ đồng. Khi khởi chiếu, bộ phim đã được gán nhãn dành cho người trên 18 tuổi.
Trả lời ZingNews vào ngày 2 tháng 6, gần 2 tuần sau khi bộ phim công chiếu thì đạo diễn Lương Đình Dũng cho biết đã xin rút bộ phim khỏi hệ thống rạp chiếu phim Việt Nam. Anh xác nhận "sẽ quay trở lại với khán giả trong nước ở thời gian sớm nhất".

### Quốc tế
Theo xác nhận của phía đoàn làm phim, bộ phim đã được ra mắt lần đầu tiên ở quốc tế tại Liên hoan phim Tallinn Black Nights với tên tiếng Anh chính thức là "578 Magnum". Phim sau đó còn được chiếu mở màn tại Liên hoan phim võ thuật Hàn Quốc và tham gia vòng cạnh tranh  một Liên hoan phim lớn ở Ấn Độ vào đầu năm 2023.
Bộ phim sau đó, cũng đã được Cục Điện ảnh, Bộ VH-TT-DL cử đi tham dự Vòng sơ tuyển Giải thưởng Phim truyện quốc tế - Oscar lần thứ 95. Đây cũng là bộ phim duy nhất tính đến năm 2022, không giành giải thưởng nội địa trong danh sách phim Việt được cử tham gia Oscar. Tuy nhiên, trong danh sách rút gọn của hạng mục Phim quốc tế xuất sắc của Oscar 2023 bộ phim đã bị loại. Ngoài ra, bộ phim cũng sẽ tham dự thêm 11 Liên hoan phim quốc tế khác kể từ tháng 11 năm 2022 đến tháng 5 năm 2023. Dự kiến bộ phim 578: Phát đạn của kẻ điên sẽ có mặt tại 51 quốc gia và vùng lãnh thổ.

## Đón nhận

### Doanh thu

#### Trong nước
Bộ phim đã được xây dựng với kinh phí 60 tỷ đồng nhưng chỉ mang về tổng doanh thu là 3,5 tỷ đồng. Trong một lần phỏng vấn với ZingNews, đạo diễn của bộ phim là Lương Đình Dũng cho biết doanh thu bộ phim đã cán mốc 10 tỷ đồng chứ không giống những trang thống kê độc lập tuyên bố. Sau khi bộ phim được rút ra khỏi rạp vào ngày 2 tháng 6, đạo diễn Lương Đình Dũng cũng đã giải thích lý do doanh thu thất bại là do ra mắt vào dịp Đại hội Thể thao Đông Nam Á 2021 đang diễn ra, trời mưa và bị chơi xấu.

#### Quốc tế
Theo chia sẻ của đạo diễn bộ phim, 578: Phát đạn của kẻ điên đã chính thức đạt thỏa thuận phát hành tại 9 quốc gia từ tháng 9 đến tháng 11, chưa bao gồm Nhật Bản với tổng giá trị lên 837.000 USD tương đương 20 tỷ đồng.

### Đánh giá chuyên môn

#### Trong nước
Báo Thanh Niên đã dành lời ca ngợi cho bộ phim khi thể hiện những phân cảnh ẩu đã hay màn rượt đuổi xe ở đèo Đá Trắng ấn tượng về mặt thị giác. Tuy nhiên, khâu xây dựng kịch bản và xây dựng nhân vật đã được tờ báo nhận định là điểm yếu của bộ phim, điển hình giữa Hùng và nhân vật đồng minh của anh là Bảo Vy chỉ gặp nhau một lần và trò chuyện chưa đến 5 câu thoại. Thân thế của Hùng cũng được thể hiện quá nhanh khiến khán giả không thể đồng cảm được với cảm xúc của một người bố đi tìm công lý cho con.
ZingNews đã cho rằng kịch bản cùng với âm thanh là một trong những điểm yếu của bộ phim. Tờ báo này chia sẻ thêm, "Đầu tư hành động không có gì là sai, nhưng bỏ qua các yếu tố khác, đặc biệt là phần kịch bản, khiến 578 trở thành một tác phẩm đáng quên lãng".

#### Quốc tế
Trang web cung cấp tin tức và đánh giá phim độc lập Canada Screen Anarchy cũng đã đăng tải trailer, hình ảnh cùng bài viết về bộ phim hành động đến từ Việt Nam. Mike Newell, đạo diễn của bộ phim Harry Potter và chiếc cốc lửa và từng giành Giải thưởng Điện ảnh Viện Hàn lâm Anh Quốc, đã xác nhận xem bộ phim 4 lần và cho biết "Tôi đã xem bộ phim và thật sự ngạc nhiên. Trước đó tôi chưa thể nào nghĩ được là một đạo diễn Việt Nam lại có thể làm ra một bộ phim về hành động - võ thuật xuất sắc như thế này".
Pilar Allessandra, một biên kịch nổi tiếng ở Hollywood đã ca ngợi: "...những pha giao đấu mãn nhãn ở những bối cảnh đẹp. Vũ khí chiến đấu đáng kinh ngạc..." và "khiến tôi phải liên tục suy đoán". Nhà soạn nhạc Hàn Quốc, Lee Dong June cũng đã gửi lời khen ngợi dành cho bộ phim.